# Гилермо Джакомаци
Гилермо Гонзало Джакомаци Суарез (роден на 21 ноември 1977 г. в Монтевидео) е уругвайски футболист, който играе за италианския отбор Лече. Той също така е играл и за Уругвай.
Негов е рекордът за най-много мачове с екипа на Лече в Серия А – 178.
Джакомаци има италиански паспорт.

## Кариера
Той започва в Уругвай, първо играе в К.А. Бела Виста, по-късно и в Пенярол.
През 2001 г. подписва договор с Лече и дебютира за отбора в Серия А на 27 август 2001 г. срещу ФК Парма. Мачът завършва 1:1. Той става титуляр в отбора, играе постоянно в продължение на 6 години и става капитан.
На 31 януари 2007 г. е даден под наем в У.С. Чита ди Палермо, с който дебютира на 11 февруари 2007 г. срещу ФК Емполи.
В предстоящия сезон подписва с ФК Емполи. Завръща се в Лече през 2008 г.
На 6 юли 2010 г. подписва нов 4-годишен договор с Лече. През сезон 2011-12 Лече изпада в Серия Б, но Джакомаци остава в отбора. Той дори отказва оферти от ФК Парма.